# Honduras na Letnich Igrzyskach Paraolimpijskich 1996
Honduras na Letnich Igrzyskach Paraolimpijskich 1996 w Atlancie reprezentowało dwóch lekkoatletów. Był to debiut tego państwa na igrzyskach paraolimpijskich. 

## Wyniki

### Lekkoatletyka
| Zawodnik          | Konkurencja               | Eliminacje | Eliminacje | Półfinał | Półfinał | Finał    | Finał   | Źródło |
| Zawodnik          | Konkurencja               | Rezultat   | Miejsce    | Rezultat | Miejsce  | Rezultat | Miejsce | Źródło |
| ----------------- | ------------------------- | ---------- | ---------- | -------- | -------- | -------- | ------- | ------ |
| Narciso Hernández | bieg na 100 metrów T53    | 21,97      | 6          | NQ       | NQ       | NQ       | NQ      | [ 2 ]  |
| Narciso Hernández | bieg na 200 metrów T53    | DNS        | DNS        | DNS      | DNS      | DNS      | DNS     | [ 3 ]  |
| Narciso Hernández | bieg na 400 metrów T53    | DNS        | DNS        | DNS      | DNS      | DNS      | DNS     | [ 4 ]  |
| Reinaldo Martínez | bieg na 1500 metrów T10   | —          | —          | —        | —        | 5:34,42  | 6       | [ 5 ]  |
| Reinaldo Martínez | bieg na 5000 metrów T10   | —          | —          | —        | —        | 20:25,68 | 8       | [ 6 ]  |
| Reinaldo Martínez | bieg na 10 000 metrów T10 | —          | —          | —        | —        | 42:24,56 | 8       | [ 7 ]  |